# 三芝水口民主公王宮
三芝水口民主公王宮，是位於臺灣新北市三芝區新庄里的一間王爺廟。三芝新庄子水口「民主公王」信仰的歷史發展與來自福建汀州的江姓移民有密切的關係。

## 沿革
三芝水口民主公王宮所在區域有許多來自福建汀州府永定縣金峰里高頭鄉的江姓客家移民，清乾隆廿五年（1760年）的江由興（三芝新庄子圓窗開基祖）自永定高頭南山舉家移民來臺，分靈迎迓民主公王隨身護佑，隔年（1760年）在大屯山北麓仿造原鄉祖廟建造一座小祠廟於新庄子現址。現今廟宇建築為民國八十一年（1992年）重建時並向內政部辦理登記，隔年竣工安座。

## 祀神
三芝水口民主公王宮主祀民主公王，陪祀三官大帝、福德正神、孚佑帝君、保生大帝、觀音佛祖和中壇元帥。

## 祭典
三芝民主公王宮的信仰慶典是在農曆正月十五日上元節，是為「廟慶」；農曆四月初八有「吃鹹菜福」的活動，乃是民主公王宮特定的聚餐日，當地江姓宗親及附近居民都會來參祭典。

## 備註
1. ↑  中國大陸福建地區的「民主公王」也是以農曆正月十五日舉行祭典，如龍巖連城縣姑田地區有「遊公王」的繞境活動，三明沙縣地區則視農曆正月十五日為「民主公誕辰日」。
2. ↑  中國大陸福建漳州南靖的「民主公王」在農曆四月立夏日要「補夏」，在民主公王案前作「立夏洪福」祭祀，與三芝民主公王宮四月初八的「補鹹菜福」活動的立意相近。